# Mopsolodes australensis
Mopsolodes australensis är en spindelart som beskrevs av  1991. Mopsolodes australensis ingår i släktet Mopsolodes och familjen hoppspindlar. Inga underarter finns listade i Catalogue of Life.